# Citroën e-Berlingo
De Citroën e-Berlingo of ë-Berlingo is een elektrische passagiersbus. Het voertuig wordt gemaakt door autoproducent Citroën uit Frankrijk en is sinds 2021 in Nederland leverbaar. Het is de elektrische variant van de Citroën Berlingo.

## Specificaties
Gegevens van de '2021 M 50 kWh'-uitvoering.

### Vervoer
De auto biedt vijf zitplaatsen, waarvan twee geschikt zijn voor Isofix-kinderzitjes. Er is standaard 571 liter kofferbakruimte, die uitgebreid kan worden tot maximaal 2126 liter. De auto heeft dakrails, die een maximale daklast van 100 kg aankunnen. Verder is de auto voorzien van een trekhaak, waarmee maximaal 750 kg getrokken mag worden. De maximale verticale kogeldruk is 50 kg.

### Accu
De auto heeft een 50 kWh grote tractiebatterij waarvan 45 kWh bruikbaar is. Dit resulteert in een WLTP-gemeten actieradius van 285 km, wat neerkomt op 200 km in de praktijk. De accu is actief gekoeld en wordt geproduceerd door CATL. Het accupakket heeft een nominaal voltage van 400 V en weegt ongeveer 383 kg.

### Opladen
De accu van de auto kan standaard worden opgeladen via een Type 2-connector met laadvermogen van 11 kW door gebruik van 3-fase 16 ampère, waarmee de auto in 5 uur van 0 % naar 100 % geladen kan worden. Bij gebruik van een snellader met een CCS-aansluiting kan een laadsnelheid van maximaal 101 kW worden bereikt, waarmee de auto in minimaal 26 minuten van 10 % naar 80 % geladen kan worden, wat neerkomt op een snellaadsnelheid van 320 km/u.

### Prestaties
De elektronische aandrijflijn van de auto kan 100 kW of 136 pk aan vermogen leveren, waarmee de auto met 260 Nm koppel in 11,7 seconden kan optrekken van 0 naar 100 km/u. De maximale snelheid die bereikt kan worden is ongeveer 135 km/u.

## Galerij

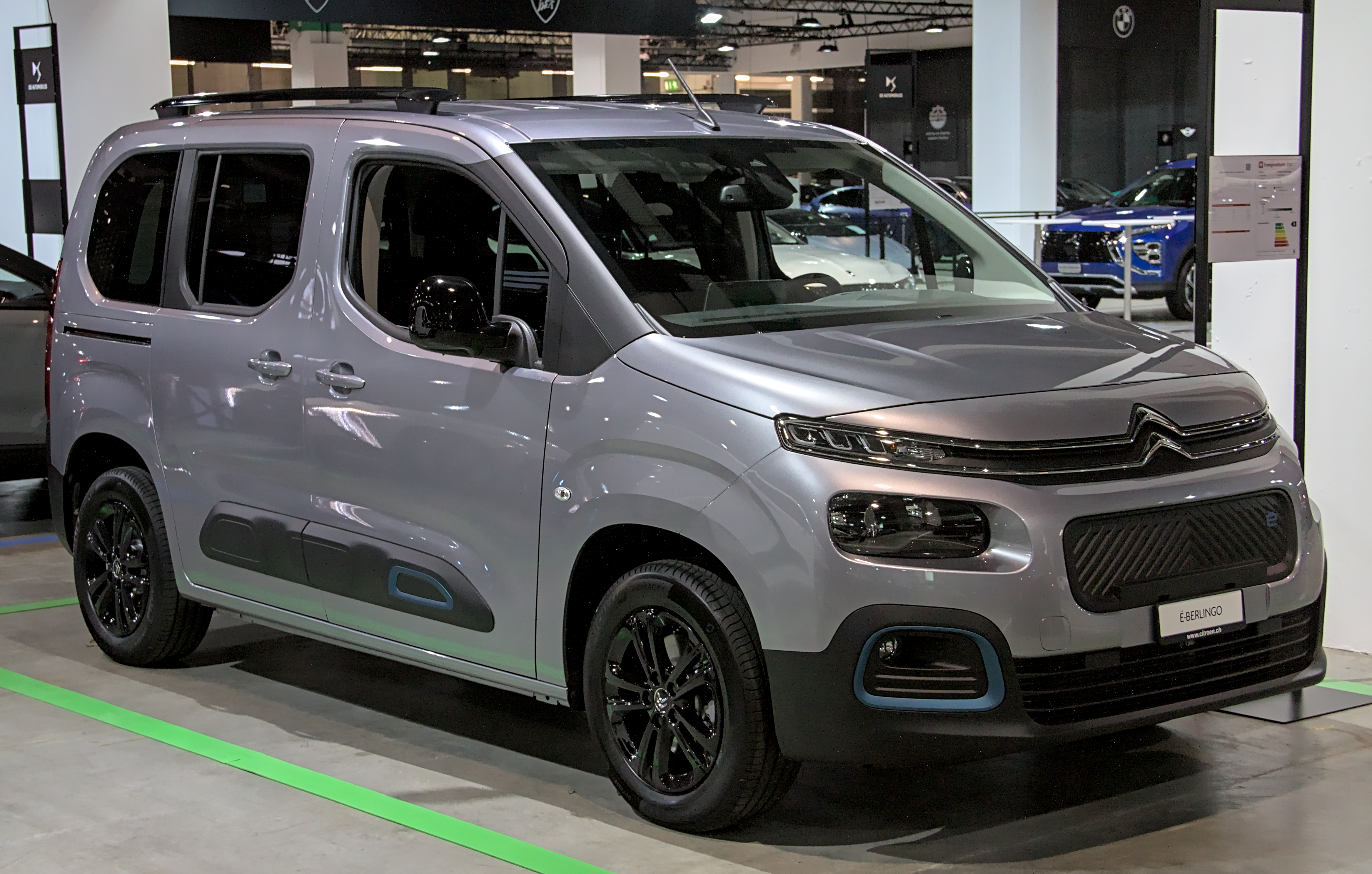
Voorzijde
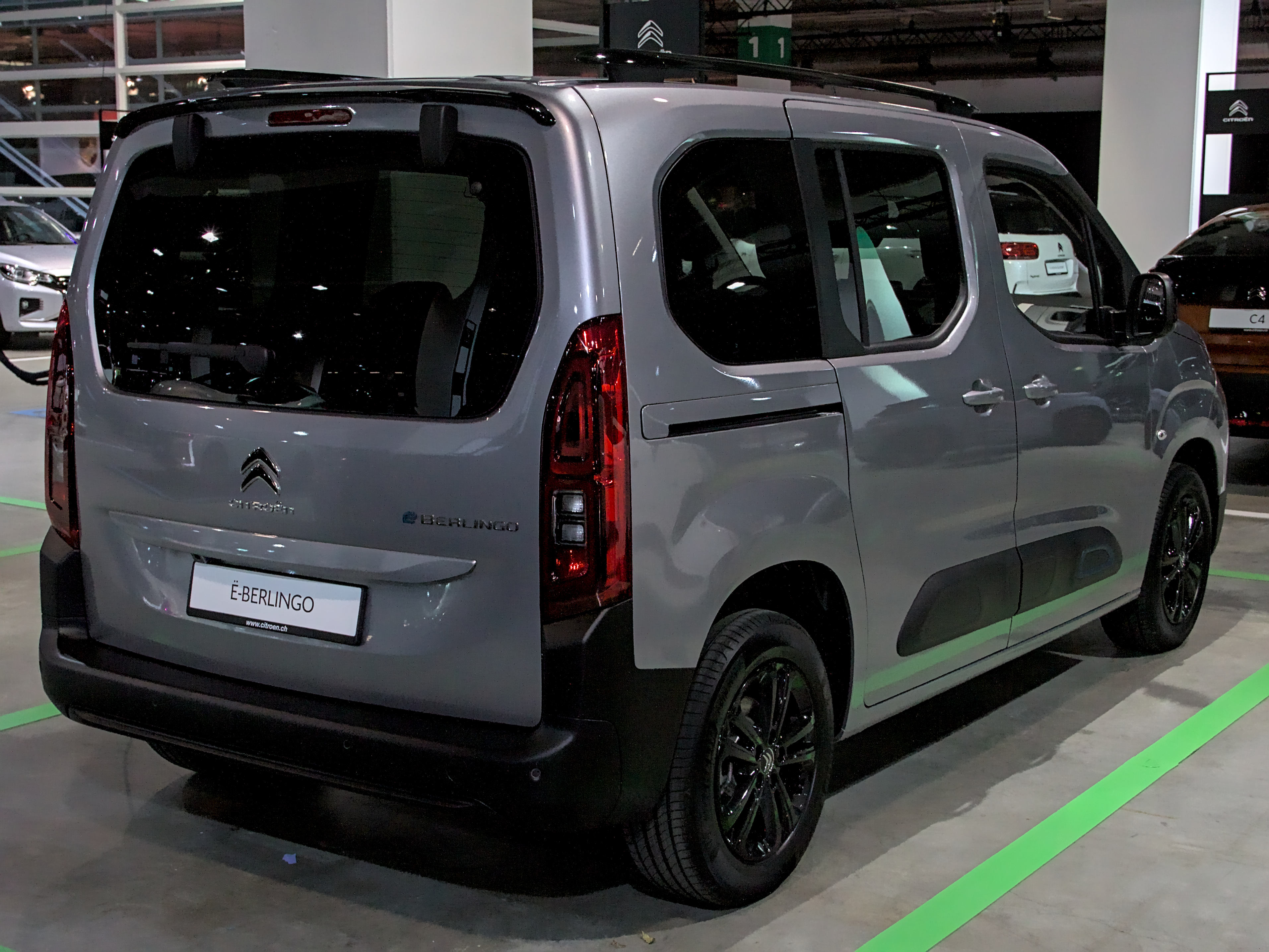
Achterzijde